# Philipp Walsleben
Philipp Walsleben (Potsdam, 19 november 1987) is een Duits voormalig veldrijder en wegwielrenner. 

## Biografie

### Jeugd
In de verschillende jeugdcategorieën werd Walsleben verschillende malen Duits kampioenschap veldrijden. Nadat hij begin 2003 tweede geworden was bij de nieuwelingen, won hij in 2005 zijn eerste veldrittitel. In de zomer van dat jaar won hij ook nog de juniorenwedstrijd tijdens het nationaal kampioenschap Crosscountry Mountainbike. Bij de Belofte won hij in het seizoen 2006-2007 de nationale titel. In het seizoen 2007-2008 brak Walsleben ook internationaal door. Hij boekte overwinningen in onder meer de GP van Hasselt, Cyclocross Asper-Gavere en Cyclocross Gieten. Ook werd hij tweede tijdens het Europees kampioenschap en vijfde op het Wereldkampioenschap, telkens bij de U23. Het daaropvolgende veldritseizoen domineerde Walsleben de beloftencategorie. Hij won zes manches en de eindwinst in de Superprestige veldrijden, vier manches en het eindklassement in de GvA Trofee Veldrijden en alle manches plus de eindwinst in de Wereldbeker veldrijden. Hij kroonde zich ook tot zowel Europees als Wereldkampioen. Hij won dat seizoen ook zijn eerste Duitse titel bij de elites. 

### Elite
In het seizoen 2009-2010 vierde Walsleben bij het Belgische BKCP-Powerplus team zijn debuut bij de elite. Zijn eerste seizoenen waren moeizaam. Verder dan twee Nationale titels en enkele overwinningen en ereplaatsen in kleinere crossen kwam hij niet. Zijn dieptepunt bereikte hij begin 2012 toen hij te Kleinmachnow zijn vierde titel op rij wou behalen. Hij moest genoegen nemen met de tweede plek, want hij eindigde op 41 seconden van Christoph Pfingsten. 
Na de gemiste titel herpakte Walslben zich en klopte hij tijdens de nationale kampioenschappen van 2013 Marcel Meisen en diezelfde Pfingsten. Het seizoen 2013-2014 betekende de doorbraak van Walsleben. Tijdens de Caubergcross behaalde hij de derde plek. Het was zijn eerste podium in een grote klassementscross. Ook gedurende de rest van het seizoen presteerde hij sterk. In de Wereldbeker van 2013-2014 belande hij in vier van de zeven manches op het podium en in de eindstand werd hij tweede, met 58 punten achterstand op Lars van der Haar. In het daaropvolgend seizoen presteerde Walsleben wederom sterk. Hij eindigde als vierde in de eindklassering Wereldbeker. Wel slaagde hij er niet in om zijn Duitse titel te verlengen. Hij pakte het brons, achter kampioen Marcel Meisen en Sascha Weber. 
In het seizoen 2015-2016 presteerde Walsleben niet op het niveau van de twee voorgaande seizoenen. Wel wist hij te Vechta voor de zesde maal in zijn carrière de nationale titel te winnen. Ook het seizoen 2016-2017 verliep moeizaam. Hij wist geen ereplaatsen te behalen in grote crossen en kon zijn Duitse titel niet verdedigen. Walsleben begon nog wel aan het seizoen 2017-2018, maar de inmiddels 30-jarige Duitsers besloot in november het veldrijden vaarwel te zeggen en zich op de weg te gaan richten.

### Wegwielrennen
In zijn periode als veldrijden liet Walsleben al geregeld mooie dingen zien op de weg. Zo won hij een rit in de Mi-Août en Bretagne (2011), een rit in de Ronde van de Elzas (2013) en wist hij een rit en het eindklassement van de Baltic Chain Tour 2013 te winnen. 
Nadat hij eind 2017 zijn afscheid als veldrijder had aangekondigd tekende hij een contract voor 2018 bij het Duitse clubteam P&S Team Thüringen. In mei van dat jaar behaalde hij een ritoverwinning in en de eindzege van de Bałtyk-Karkonosze-Tour. Op het einde van het wielerseizoen 2021 stopte de toen 34-jarige Walsleben met professioneel wielrennen.  Eerder dat jaar had hij nog etappes in zowel de Boucles de la Mayenne, als de Arctic Race of Norway gewonnen. 
Na zijn actieve carrière werd hij ploegleider bij het Heizomat Radteam p/b Kloster Kitchens. Een Duits UCI Cross Team. 

## Palmares

### Veldrijden
Overwinningen
| Seizoen   | Wereldbeker | Superprestige | trofee | WK  | EK  | DK     | Overige            | Totaal aantal zeges |
| --------- | ----------- | ------------- | ------ | --- | --- | ------ | ------------------ | ------------------- |
| 2007-2008 |             |               |        | NVT | NVT | NVT    | Frankfurt          | 1                   |
| 2008-2009 |             |               |        | NVT | NVT | Goud   | Berlijn, Frankfurt | 3                   |
| 2009-2010 |             |               |        | DNF | NVT | Goud   | Frankfurt          | 2                   |
| 2010-2011 |             |               |        | 5e  | NVT | Goud   |                    | 1                   |
| 2011-2012 |             |               |        | 9e  | NVT | Zilver |                    | 0                   |
| 2012-2013 |             |               |        | 5e  | NVT | Goud   |                    | 1                   |
| 2013-2014 |             |               |        | 11e | NVT | Goud   | Baden, Rucphen     | 3                   |
| 2014-2015 |             |               |        | 9e  | NVT | Brons  |                    | 0                   |
| 2015-2016 |             |               |        | 19e | 11e | Goud   |                    | 1                   |
| 2016-2017 |             |               |        | 13e | DNF | Brons  |                    | 0                   |
| 2017-2018 |             |               |        | NVT | 24e | NVT    | Slaný              | 1                   |
| Totaal    | 0           | 0             | 0      | 0   | 0   | 6      | 7                  | 13                  |

Resultatentabel
| Seizoen   | Aantal            | ↑   | ↑      | SP  | WB     | TR  | UCI |
| --------- | ----------------- | --- | ------ | --- | ------ | --- | --- |
| 2007-2008 | 1 overwinning(en) | NVT | NVT    | NVT | NVT    | NVT | 38e |
| 2008-2009 | 3 overwinning(en) | NVT | Goud   | NVT | NVT    | NVT | 12e |
| 2009-2010 | 2 overwinning(en) | DNF | Goud   | 14e | 36e    | 23e | 33e |
| 2010-2011 | 1 overwinning(en) | 5e  | Goud   | 14e | 8e     | 14e | 8e  |
| 2011-2012 | 0 overwinning(en) | 9e  | Zilver | 27e | 42e    | 23e | 36e |
| 2012-2013 | 1 overwinning(en) | 5e  | Goud   | 11e | 19e    | 10e | 15e |
| 2013-2014 | 3 overwinning(en) | 11e | Goud   | 5e  | Zilver | 7e  | 5e  |
| 2014-2015 | 0 overwinning(en) | 9e  | Brons  | 9e  | 4e     | 10e | 8e  |
| 2015-2016 | 1 overwinning(en) | 19e | Goud   | 21e | 22e    | 28e | 39e |
| 2016-2017 | 0 overwinning(en) | 13e | Brons  | 16e | 13e    | 18e | 22e |
| 2017-2018 | 1 overwinning(en) | NVT | NVT    | 62e | DNS    | 26e | 93e |

### Wegwielrennen
2006
 Jongerenklassement Koers van de Olympische Solidariteit
2008 - 1 zege
3e etappe Ronde van Namen
2011 - 1 zege
3e etappe Mi-Août en Bretagne
2013 - 3 zeges
3e etappe Ronde van de Elzas
 Puntenklassement Ronde van de Elzas
1e etappe Baltic Chain Tour
 Eindklassement Baltic Chain Tour
2015
 Strijdlustigste renner Ronde van België
 Bergklassement Ronde van Luik
2016
 Bergklassement Ronde van Tsjechië
2017
 Bergklassement Ronde van de Limousin
2018 - 5 zeges
Glauchauer NordWest Kriterium
3e etappe Bałtyk-Karkonosze-Tour
 Eindklassement Bałtyk-Karkonosze-Tour
Criterium Lichterfelde
Rund um den Sachsenring
2021 - 2 zeges
1e etappe Boucles de la Mayenne
4e etappe Arctic Race of Norway

#### Resultaten in voornaamste wedstrijden
|      | \| Jaar \| Amstel Gold Race \| Luik-Bast.‑Luik \| Ronde van Lombardije \| Waalse Pijl \| Strade Bianche \| \| ---- \| ---------------- \| --------------- \| -------------------- \| ----------- \| -------------- \| \| 2019 \| opgave \| \| \| \| \| \| 2020 \| \| \| opgave \| \| opgave \| \| 2021 \| opgave \| opgave \| \| 108e \| 95e \| |                 |                      |             |                |
| Jaar | Amstel Gold Race | Luik-Bast.‑Luik | Ronde van Lombardije | Waalse Pijl | Strade Bianche |
| 2019 | opgave |                 |                      |             |                |
| 2020 | |                 | opgave               |             | opgave         |
| 2021 | opgave | opgave          |                      | 108e        | 95e            |

## Jeugd
Wereldkampioen veldrijden: 2009 (beloften)
 Europees kampioen, veldrijden: 2008 (beloften)
 Duits kampioen, veldrijden: 2005 (junioren) & 2007 (beloften)
 Duits kampioen, cross-country mountainbike: 2005 (junioren)
Wereldbeker veldrijden 2008-2009 (beloften)
Superprestige veldrijden: 2008-2009 (beloften)
Trofee veldrijden: 2008-2009 (beloften)

## Ploegen
- 2020 –  Alpecin-Fenix
- 2021 –  Alpecin-Fenix